# Игор Сергејев
Игор Дмитриевич Сергејев (рус. Игорь Дмитриевич Сергеев; село Верхнее, Луганска област, УССР, Совјетски Савез, 20. април 1938 — Москва, 10. новембар 2006) био је руска војна личност, командант Ракетних снага стратешког карактера (1992–1997), министар одбране Руске Федерације (1997–2001). Он је први и до сада једини Маршал Руске Федерације у историји.

## Биографија
Игор Сергејев је рођен 20. априла 1938. године. 1939. његова породица се преселила у Макејевку. Ту је завршио школу 1955. године. Исте године је уписао војну школу коју је завршио 1960. године.
Служио је у Ракетним снагама стратешког карактера на разним дужностима. Године 1973. дипломирао је на Војноинжењерској академији Ракетних снага стратешког карактера. Године 1980. дипломирао је на Војној академији Генералштаба Оружаних снага СССР.
За команданта Ракетних снага стратешког карактера постављен је 26. августа 1992. године. Док је био на овој функцији, могао је не само да одржи борбену ефикасност Ракетних снага стратешког карактера, већ и да унапреди развојни процес новог "Topolj M".
Дана 22. маја 1997. именован је за министра одбране Руске Федерације и на овој функцији је остао до оставке 2001. године, упркос поновљеним променама у саставу Владе Руске Федерације.
Дана 21. новембра 1997. добио је војни чин маршала Руске Федерације.
Дана 27. октобра 1999. добио је почасну титулу "Херој Руске Федерације".
Дана 28. марта 2001. добровољно дао оставку.
Игор Сергејев је преминуо 10. новембра 2006. године након дуге болести од рака крви. Сахрањен је уз војне почасти на Троекуровском гробљу у Москви.

## Наслеђе
Дана 19. јуна 2017. године једна од московских улица добила је име по Маршалу Сергејеву.